# Сарпа (озеро, у посёлка Хошеут)
Сарпа — озеро в Калмыкии. На карте 1871 года обозначено под названием Амта-Цабдыр Расположено в 1 км к юго-востоку от посёлка Хошеут.
Относится к Западно-Каспийскому бассейновому округу. Площадь — 15,8 км². Входит в систему Сарпинских озёр.

## Физико-географическая характеристика

### Происхождение
Как и другие озёра водной системы Сарпинско-Даванской ложбины, озеро имеет реликтовое происхождение. Формирование озера связано с нижнехвалынской трансгрессией Каспийского моря. Озеро представляет собой реликт древней дельты, сформировавшейся на протяжении 7 — 8 тысяч лет на месте глубокого эстуария в конце позднего плейстоцена.

### Гидрология и климат
Гидрологический режим озера естественно-антропогенный. Озеро расположено в зоне резко континентального, полупустынного климата. В условиях значительного испарения роль дождевых осадков в водном режиме озера не велика. До ввода в эксплуатацию Сарпинской оросительно-обводнительной системы основным источником питания водоёма являлись осадки, выпадающие в зимний период. С конца 1970-х в озеро сбрасывается избыток воды из вышележащих озёр водной системы Сарпинско-Даванской ложбины.